# Bezirksamt Heidelberg

Lage der Bezirksämter in Baden im Jahr 1890

Das Bezirksamt Heidelberg, vor 1864 Oberamt Heidelberg, war eine von 1826 bis 1939 bestehende Verwaltungseinheit im Norden des Landes Baden mit Sitz in Heidelberg. Nach mehreren Verwaltungsreformen liegt sein Gebiet zum Teil im baden-württembergischen Rhein-Neckar-Kreis, zum Teil im Stadtkreis Heidelberg.

## Geschichte

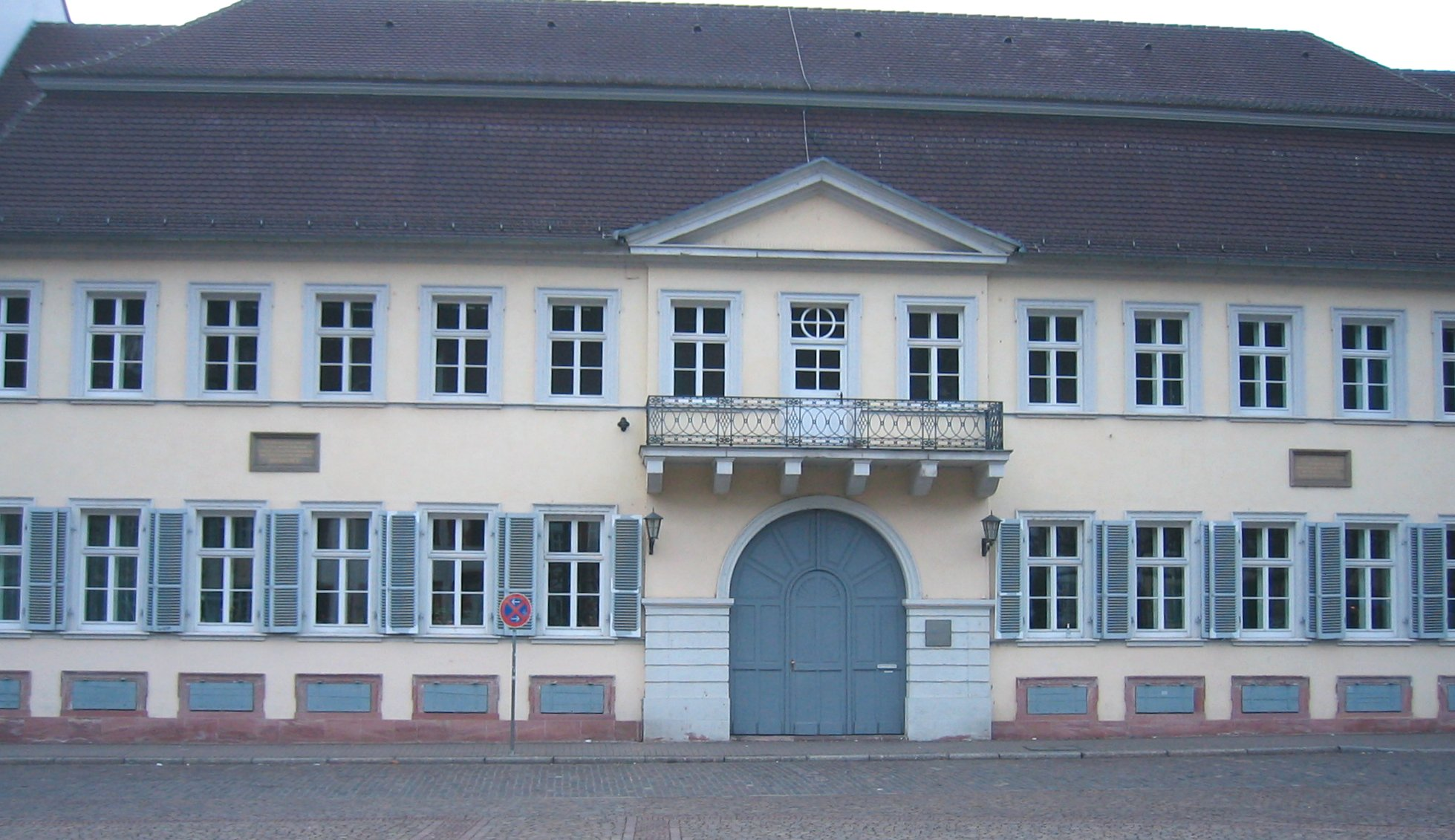
Palais Boisserée am Karlsplatz

Das Bezirksamt entstand 1826 durch Zusammenschluss von Stadt- und Landamt Heidelberg und mit der Bezeichnung Oberamt. Zu Zeiten der 1803 aufgelösten Kurpfalz hatte es bereits ein Oberamt Heidelberg gegeben, das aber wesentlich größer war. Sitz der Verwaltung wurde das Palais Boisserée in der Heidelberger Altstadt. 1829 wurden die Orte Oberflockenbach, Rippenweier, Rittenweier und Ritschweier an das Bezirksamt Weinheim, Walldorf an das Bezirksamt Wiesloch abgegeben.
1863 erhielt das Bezirksamt die Gemeinden im Westteil des 1857 aufgelösten Bezirksamts Neckargemünd zugeteilt, die zwischenzeitlich dem Amt Eberbach angehört hatten. Nun blieb der Umfang längere Zeit unverändert, erst 1921 wurde Brombach an Eberbach abgegeben. Im Rahmen einer Vereinheitlichung der Bezeichnungen in ganz Baden wurde das Oberamt 1864 in Bezirksamt umbenannt. 1924 wurde Eberbach aufgelöst, der Nordwestteil mit der Amtsstadt fiel an Heidelberg. Bei der Aufteilung der Schwetzinger Hardt 1931 kamen im Westen drei kleinere, unbewohnte Gebiete vom Bezirksamt Mannheim, 1938 die Gemeinden des Bezirksamts Wiesloch hinzu. Mit Inkrafttreten der Landkreisordnung vom 24. Juni 1939 schied Heidelberg als Stadtkreis aus, der Rest bildete den Landkreis Heidelberg.

## Übergeordnete Behörden
Die übergeordneten Behörden waren stets in Mannheim angesiedelt:
- 1826 bis 1832 der Neckarkreis
- 1832 bis 1864 der Unterrheinkreis
- ab 1864 der Landeskommissärbezirk Mannheim, außerdem gehörten die Gemeinden dem neu gegründeten Kreisverband Heidelberg an.[1]

## Gemeinden und Einwohner

### 1836
1836 hatte das Oberamt 34.143 Einwohner, davon 22.172 evangelisch, 11.317 Katholiken, 76 Mennoniten und 578 Juden. Sie verteilten sich auf die 21 Gemeinden wie folgt:
- Heidelberg 13.063, davon
  - 564 in Schlierbach
  - 76 Kohlhof
- Altenbach 553, davon
  - Hinterheubach 22
  - Kohlhof 25
  - Ringshof 23
  - Röschbach 15
- Brombach 340
- Bruchhausen 189
- Dossenheim 1528, davon
  - Schwabenheim 120
- Eppelheim 848
- Handschuhsheim 1926
- Heddesbach 363
- Heiligkreuzsteinach 1590, davon
  - Altneudorf 401
  - Eiterbach 244
  - Hilsenhain 73
  - die als Obergemeinde zusammengefassten Lampenhain, Vorderheubach, Bärsbach und Hohenöd 270
- Kirchheim 1286, davon
  - Pleikartsförster Hof 50
  - Hegenichshof 8
  - Bruchhäuser Mühle 11
- Leimen 1613
- Neuenheim (mit dem Mönchshof) 757
- Nußloch 1913
- Peterstal 269
- Rohrbach 1416, davon
  - Bierhälter Hof 14
- Sandhausen 1299
- Schönau 1509, davon
  - Michelbucher Hof 61
  - Hasselbacher Hof 19
- St. Ilgen 422
- Wieblingen 1336, davon
  - Grenzhof 134
- Wilhelmsfeld
- Ziegelhausen (mit Stift Neuburg und Haarlaß) 1.303

### 1913

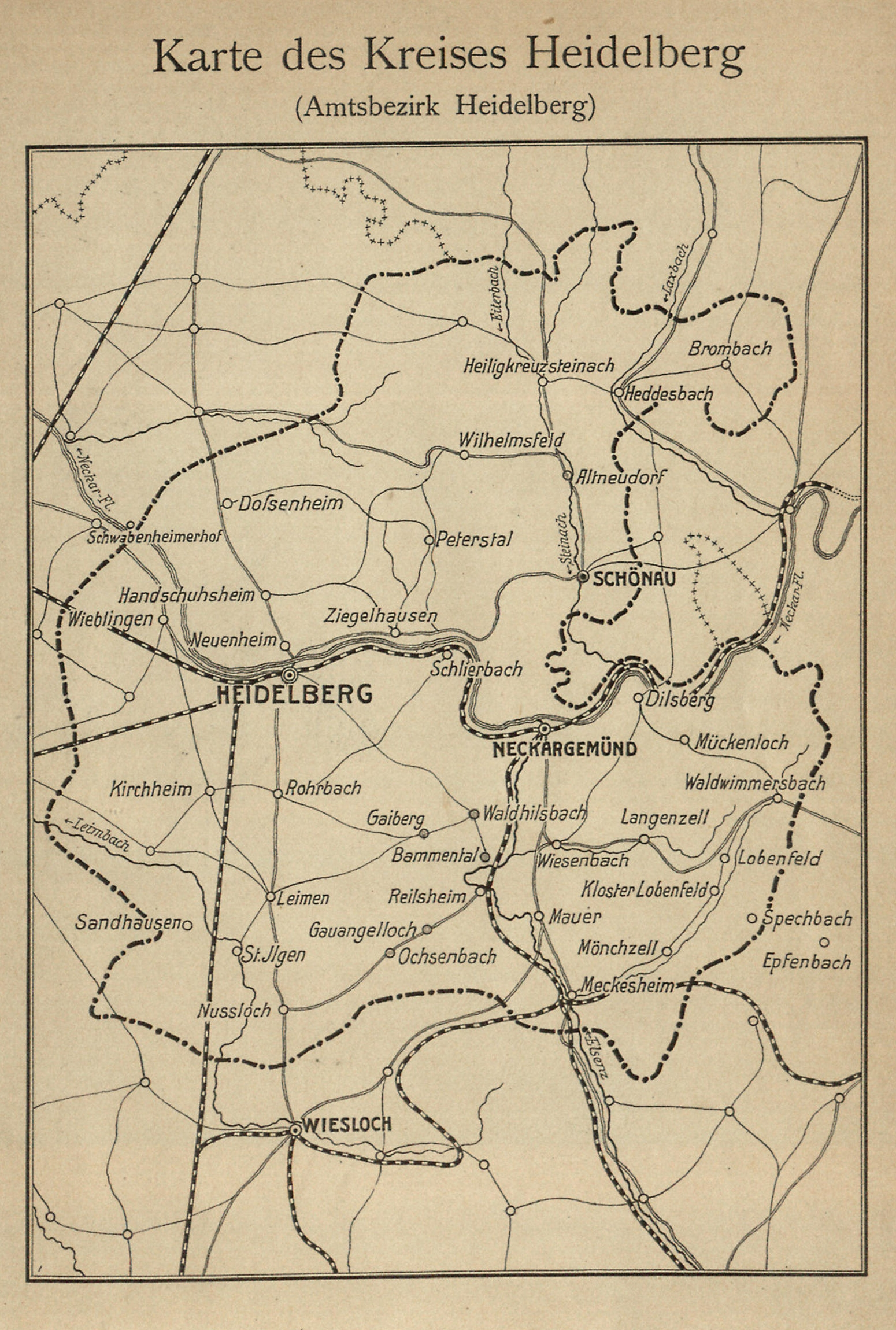
Karte des Gebiets von 1913

1891 war Neuenheim, 1903 Handschuhsheim nach Heidelberg eingemeindet worden, die Obergemeinde hatte als Lampenhain 1840 die Selbstständigkeit erlangt, Altneudorf 1844. Bruchhausen wurde nicht mehr als eigene Gemeinde gezählt. Das mit Neckargemünd zu Heidelberg gekommene Kleingemünd war 1907 in die Stadt Neckargemünd eingemeindet worden.
1913 hatte das Oberamt 109.661 Einwohner, davon 70067 evangelisch, 36636 Katholiken, 468 altkatholisch, 677 übrige Christen, 1411 Juden und 402 sonstige. Sie verteilten sich auf 35 Gemeinden und 5 abgesonderte Gemarkungen, darunter drei bewohnt. Die vom Bezirksamt Neckargemünd hinzugekommenen und noch bestehenden 15 Gemeinden sind mit einem hochstehenden N gekennzeichnet:
1. Heidelberg 56.016
2. NeckargemündN 2734
3. Schönau 2102
4. Altenbach 636
5. Altneudorf 528
6. BammentalN 1858
7. Brombach 345
8. DilsbergN 764
9. Dossenheim 3125
10. Eppelheim 2776
11. GaibergN 772
12. GauangellochN 530
13. Heddesbach 336
14. Heiligkreuzsteinach 795
15. Kirchheim 5607
16. Lampenhain 391
17. Leimen 3431
18. LobenfeldN 342
19. MauerN 1032
20. MeckesheimN 1381
21. MönchzellN 479
22. MückenlochN 613
23. Nußloch 3324
24. OchsenbachN 285
25. Peterstal 569
26. Rohrbach 4149
27. Sandhausen 3838
28. St. Ilgen 1140
29. SpechbachN 717
30. WaldhilsbachN 383
31. WaldwimmersbachN 559
32. Wieblingen 2982
33. WiesenbachN 845, davon Langenzell mit eigener Gemarkung 92
34. Wilhelmsfeld 912
35. Ziegelhausen 3211

Abgesonderte Gemarkungen mit eigener polizeilicher Verwaltung:
- Bruchhausen 43
- Schwabenheim 111

Unbewohnte Waldgemarkungen
- Waldgemarkung Schönau
- Waldgemarkung Ziegelhausen

### 1939
1920 wurden Wieblingen und Kirchheim, 1927 Rohrbach nach Heidelberg sowie 1936 Peterstal nach Ziegelhausen eingemeindet. Der Grenzhof wurde zunächst als eigenständige Gemarkung weitergeführt, kam dann 1935 ebenfalls zu Heidelberg.  1925 wurden Langenzell in Wiesenbach und Schwabenheim in Dossenheim eingegliedert. Bruchhausen wurde 1926 aufgelöst und auf die Nachbargemeinden aufgeteilt, ebenso 1937 Ochsenbach: der Hauptort kam zu Gauangelloch, Lingental zu Leimen und Maisbach zu Nußloch.
Vom Bezirksamt Eberbach kamen 1924, neben dem erst 1921 dorthin abgegebenen Brombach, 7 weitere Gemeinden, vom Bezirksamt Wiesloch 1938 15 Gemeinden hinzu.
Zum Zeitpunkt der Aufteilung auf Stadt- und Landkreis Heidelberg 1939 umfasste das Gebiet des Bezirksamts somit neben Heidelberg 52 weitere Gemeinden. In der nachfolgenden Übersicht sind die sieben von Eberbach neu hinzugekommenen Gemeinden mit einem hochgestellten E, die Wieslocher mit einem ebensolchen W gekennzeichnet.
1. Heidelberg 84.273
2. Altenbach 601 Einwohner
3. Altneudorf 580 Einwohner
4. BaiertalW 1791 Einwohner
5. Bammental 2045 Einwohner
6. Brombach 274 Einwohner
7. DielheimW 2395 Einwohner
8. Dilsberg 753 Einwohner
9. Dossenheim 4320 Einwohner
10. EberbachE 7256 Einwohner
11. Eppelheim 4142 Einwohner
12. FriedrichsdorfE 284 Einwohner
13. Gaiberg 879 Einwohner
14. Gauangelloch 654 Einwohner
15. HaagE 262 Einwohner
16. Heddesbach 342 Einwohner
17. Heiligkreuzsteinach 706 Einwohner
18. HorrenbergW 1.233 Einwohner
19. Lampenhain 382 Einwohner
20. Leimen 4162 Einwohner
21. Lobenfeld 329 Einwohner
22. MalschW 1508 Einwohner
23. MalschenbergW 947 Einwohner
24. Mauer 1235 Einwohner
25. Meckesheim 1656 Einwohner
26. Mönchzell 581 Einwohner
27. MoosbrunnE 240 Einwohner
28. Mückenloch 648 Einwohner
29. MühlhausenW 2083 Einwohner
30. Neckargemünd 3866 Einwohner
31. Nußloch 4057 Einwohner
32. PleutersbachE 275 Einwohner
33. RauenbergW 1930 Einwohner
34. Rettigheim 880 Einwohner
35. RotW 2503 Einwohner
36. RotenbergW 390 Einwohner
37. Sandhausen 4713 Einwohner
38. St. Ilgen 1.341 Einwohner
39. St. LeonW 2637 Einwohner
40. SchatthausenW 737 Einwohner
41. Schönau 2101 Einwohner
42. SchönbrunnE 430 Einwohner
43. SchwanheimE 333 Einwohner
44. Spechbach 709 Einwohner
45. TairnbachW 666 Einwohner
46. Waldhilsbach 460 Einwohner
47. Waldwimmersbach 519 Einwohner
48. WalldorfW 4529 Einwohner
49. Wiesenbach 777 Einwohner
50. WieslochW 7868 Einwohner
51. Wilhelmsfeld 958 Einwohner
52. Ziegelhausen 4845 Einwohner

### Waldgemarkungen
Dem Bezirksamt unterstanden zwei unbewohnte gemeindefreie Gebiete:
- Von der Waldgemarkung Schönau wurde der Distrikt Klosterwald gemeinsam mit dem Hof Michelbuch, dessen Einwohner bei Schönau mitgezählt worden waren, im Tausch gegen den hessischen Kondominatsanteil an Kürnbach im Januar 1905 an Hessen abgetreten,[5] die übrigen gingen 1927 an die Stadt Schönau.
- Von der Waldgemarkung Ziegelhausen ging ein kleiner Teil des Distrikts Adlerstein ebenfalls 1905 an Hessen,[5] der Rest wurde 1930 auf Altneudorf, Heiligkreuzsteinach, Lampenhain, Schönau, Wilhelmsfeld und Ziegelhausen aufgeteilt.

## Amtsvorsteher
Die Leitung der Verwaltung, als Oberamtmann und später Landrat, hatten inne:
- 1826–1828: Ludwig Wild
- 1828–1830: August Siegfried Freiherr von Fischer
- 1831–1836: Ludwig Friedrich Eichrodt
- 1836–1844: Wilhelm Deurer
- 1844: Georg von Vogel
- 1844–1846: Karl Ludwig Böhme
- 1847–1849: Carl von Neubronn
- 1849–1851: Alois Lang
- 1851–1852: August Eichrodt
- 1852–1853: Marianno von Uria-Sarachaga
- 1853–1861: Ludwig Adolph Wilhelmi
- 1861–1864: Ludwig Wilhelm Feucht
- 1864–1866: Ludwig Renk
- 1866–1869: Franz Ludwig Stösser
- 1869–1876: Albert Frech
- 1876–1878: Otto Flad
- 1878–1891: Otto von Scherer
- 1891–1902: Heinrich Pfister
- 1902–1908: Julius Becker
- 1908–1922: Philipp Jolly
- 1923–1933: Hermann Kiefer
- 1933–1939: Otto Naumann